# تئودور لوکلرک
تئودور لوکلرک (به فرانسوی: Théodore Leclercq) نمایش‌نامه‌نویس قرن هجدهم میلادی اهل فرانسه است.